# 程守宗
程守宗（英語：John S. Chen，1955年1月1日—），生於英屬香港，祖籍中國江蘇省無錫市，美國企業家，曾任黑莓公司董事長兼執行長。

## 生平
其父為中國江蘇人。在1949年國共內戰後期，由中國大陸逃難至香港。其父在大陸時家境很好，但在逃難至香港後成為難民，家道中落。其父重新在香港建立起家族成衣事業，成為富豪。
程守宗在1955年於香港出生，中學時曾在喇沙書院就讀。1973年，程守宗至美國留學，唸高中。1978年畢業於布朗大學電子工程系，1979年取得加州理工學院電子工程學碩士學位。同年，進入位於加州的Unisys公司，擔任工程師，他在此公司服務多年，最後成為副總裁，負責RISC平台部門，以及UNIX系統事業群。
1991年，進入Pyramid Technology，擔任副總裁。1993年成為公司董事長、執行長。1995年，離開Pyramid Technology，加入Siemens Nixdorf，擔任副總裁。1996年，升任執行長。
1997年，進入當時虧損嚴重的賽貝思（Sybase）公司，擔任董事長兼CEO。2010年，賽貝思（Sybase）公司轉虧為盈，隨後被SAP公司併購。
2003年，在商業周刊亞洲領袖論壇上，榮獲「亞洲之星」，以表揚他在商界取得的卓越成就。
2004年，獲選华特迪士尼公司董事。2006年，成為富国银行集团董事。他也是CIT集團董事會成員之一。
2006年，胡錦濤主席訪問美國時，獲邀出席白宮舉行的午餐國宴。
2013年11月，獲黑莓公司董事會邀聘為董事長，隨後兼任執行長。
2023年10月30日，宣布从黑莓公司正式退休。